# Руизи (река)
Руизи (на суахили: Ruizi) е река, която протича през Западна Уганда, като преминава през 5 от нейните окръзи - Ракаи, Мбарара, Бушени, Масака и Нтунгамо. Извира от езеро в бившето кралство Анколе, Уганда с координати 0°46' ю.ш. и 30°11' и.д., тече от запад на изток, преминава през голямо блато с дължина около 50 км, свързано с комплекс от езера и се влива в езерото Виктория.

## Описание
Река Руизи е дълбока, широка и бърза река, минаваща през поредица от проломи и блата. Протича по западната граница на националния парк "Мбуро", като периодично го наводнява и през блатото захранва система от 14 други езера в зоната. По реката има няколко големи блата, а през дъждовните периоди се формират редица сезонни тресавища и странични разклонения на постоянните блата. Средната надморска височина на водосборния басейн на реката е 1800 m. Релефът, през който протича е хълмист, особено в южната и северозападна част и се пресича от дълги и тесни долини.

## Флора и фауна
Реката, блатата и езерата са дом за хипопотами, крокодили и разнообразни водолюбиви и водоплаващи птици. Влажните зони край тях изобилстват с обширни акациеви гори, обитавани от рядката антилопа ситатунга. Най-големите бозайници са представени от леопардът, кафърският бивол, брадавичестата свиня, водният козел обикновена редунка, антилопите топи. Голямото блато е обрасло с гъсти папируси и често могат да се видят големи фикусови дървета. По терените край устието на Руизи се среща многоцветната птица Apaloderma narina. Реката, блатата и езерата изобилстват от разнообразни видове риби като Clarias mossambicus, Clarias werneri, Haplochromis, двойнодишащата Protopterus aethiopicus.

## Екология
Развитието на интензивно земеделие и животновъдство с превес на говедовъдството по бреговете на реката предизвиква екологичен дисбаланс на територията. Земеделските терени са заети главно с бананови плантации и пасища. Банановите плантации заемат около 21% от свободните площи, а пасищата – 53%. Между 1954 и 2008 година се наблюдават драстични промени в земеползването, като обработваемите земи са се увеличили с 29%, а пасищата – с 24%. Това увеличение е станало чрез безконтролно изсичане на голяма част от горите, чиито площи са намалели с 41%. За същия период предназначението на 54% от територията в басейна на реката е променено, като голяма част от пасищата са превърнати в бананови плантации, а терените с горски насаждения – в пасища. Заради увеличаването на броя на отглежданите говеда пасищата се изконсумирват бързо, през сухия сезон за паша се използват и пресъхналите части от блатата, което многократно увеличава количеството на кал и утайки, свличани към реката. Поради намаляване на дъждовете и засилената ерозия на почвите планинските терени не се обработват, а земеделието е съсредоточено в териториите с по-ниска надморска височина и влажните зони. Това унищожава естествената растителност, която е силно намаляла и не е в състояние да опазва почвите. По тази причина проблемите с ерозията на крайречните територии се задълбочават, нивото на реката и качеството на водата ѝ намаляват, утайките и тинята, които нанася в устието си и в езерото Виктория увеличават количеството си.
Реката е основен източник на икономическите дейности в този район. Край бреговете ѝ се изработват тухли, а папирусът и тръстиката се режат неконтролируемо и си използват за производство на кошници, изтривалки и др. Тези дейности предизвикват изсъхване на влажните зони надолу по реката, намаляват количеството и понижават качеството на водите на реката.